# Jayvon Graves
Jayvon Donnell Graves (Malvern, 29 dicembre 1998) è un cestista statunitense.

## Carriera
Dopo aver trascorso la carriera universitaria con i Buffalo Bulls, nel 2021 firma il primo contratto con gli Austin Spurs, squadra militante in NBA G League. Il 30 luglio 2022 si trasferisce al Limoges CSP; il 3 luglio 2023 passa al R. Ludwigsburg.